# 東海村JCO臨界事故
東海村JCO臨界事故（日语：東海村JCO臨界事故）是指發生在1999年9月30日茨城縣那珂郡東海村JCO核燃料製備廠（住友金属矿山的子公司）的一次核輻射事故 。有2名工作人员死亡，是2011年福島第一核電廠事故之前日本最嚴重的一次核意外。此事故被评级為国际原子能事故等级第4级。

## 事件經過
1999年，JCO承包了核燃料回收開發機構的高速增殖實驗爐「常陽」中添加核燃料（濃縮度18.8%，鈾濃度380gU/L以下的硝酸鈾醯溶液，約160升）的製造。
1999年9月，月中到28日期間進行鈾精煉作業，隨後從29日開始用硝酸鈾醯進行均一化作業。
30日，轉換實驗樓的JCO工作人員們開始進行將硝酸鈾醯倒入沉澱槽的作業。
10時35分，沉澱槽內的硝酸鈾醯溶液到達臨界值，觸發警報。此時，沉澱槽內達到臨界狀態（能夠發生核裂變的條件）儼然已經成為了一個“暴露在外的核反應爐”。
11時15分，科學技術廳收到了JCO送來的關於臨界事故可能已經發生的報告書。
11時52分，救護車出發前往收容受到放射線照射的3名作業員。
12時30分，東海村對附近的村民發出室內避難的指令。此避難指令為當時東海村村長村上達也所自行決定。
12时40分左右，時任内阁总理大臣小渊惠三收到关于事故的第一份报告。
事故相關的對應措施開始展開。事故現場範圍350m內的住民約40戶收到避難請求；500m以內的住民收到避難勸告；10km以內的住民約10萬戶（31萬人）收到屋內避難請求。並呼籲住民停止使用換氣設施。事故現場周邊的縣道、國道、常磐自動車道被封鎖。JR东日本的常磐线水户-日立区间、水郡线水户-常陆大子・常陆太田区间的电车暂停运营。並向自衛隊發出災害派遣請求。晚上10點半發佈10公里內室內避難通告。隔天下午4點解除。
JCO的員工在事故之初並沒有採取任何對策措施，在聽到政府代理人“你們不做的話，強制作業命令將會發出，從結果上來看沒差別”的催促後，員工們抱著“公司內發生的事故，必須在公司內處理”的心態，JCO員工以18人分成兩人一組，每組一分鐘的態勢，前往現場。對策是將氬氣注入沉澱槽，排出冷卻水，投入硼酸以終止連鎖反應的作業。對策成功，中子射線量降至限制值之下。此時從事故發生開始，已經經過了20小時。

## 事故原因
本次事故的原因是，JCO在應舊動力爐・核燃料開發事業團的訂單生產「常陽」用核燃料的過程中，因JCO的工程的管理不當而發生的。
JCO在進行燃料加工工程是，依照的並不是重視防止臨界事故的規定，而是依私自規定的操作流程進行作業。舉例來說，按照正規流程，作為原料的鈾化合物粉末溶解工程本應在「溶解塔」中操作。但私自規定的操作流程中，這一流程則變成了用鋼製水桶，並且在事故發生前的9月29日，為了提升作業效率，甚至使用私自規定操作流程不同的作業方法。具體而言，就是將各種濃度不同的硝酸鈾醯混合，使之濃度均質化工程中，本應使用「貯塔」，卻改用形狀不一樣的「沉澱槽」。貯塔形狀細長，難以產生臨界反應，但沉澱槽形狀粗短，下半部有冷卻水套層，則極易產生臨界反應。
於是，在被注入了大量的濃縮度18.8%的硝酸鈾醯溶液之後，容器周圍的冷卻水成了中子的反射材料，溶液達到臨界狀態，中子射線大量放出。
據使用鋼製水桶進行作業的作業員称，“將硝酸鈾醯倒入溶解槽時，發出了藍色的光”。

## 事故受害者
廠內受輻射照射者共213人，其中3位在近距離工作的工作人員在瞬間看到藍色閃光 ，三人都被緊急以直升機送到千葉縣千葉市的放射線醫學綜合研究所急救。當中與受到遠超致死量數倍的中子射線輻射（大内16-23西弗，篠原6-10西弗，一般致死的劑量是2西弗）直接照射，其身體全部23對染色體因而被輻射徹底破壞，免疫系統徹底喪失功能，經搶救無效而身亡（各接受83天與221天療程）。
第3位受害者僅受到1-4.5西弗輻射量，在入院治療期間白血球數量曾降到0，在接受顆粒性白血球生長激素（G-CSF）及骨髓治療後，於同年12月20日康復出院。

## 外部連結
- 東海村發生了什麼事？（英文）
- 東海村臨界事故 - 日本發生了什麼事？ （页面存档备份，存于）（英文）